# Мутовка (деревня)
Мутовка — деревня в Черемховском районе Иркутской области России. Входит в состав Бельского муниципального образования.

## География
Деревня находится на расстоянии 52 км к югу от города Черемхово, административного центра района.

## Население
| 2002 | 2010 | 2011 | 2012 |
| ---- | ---- | ---- | ---- |
| 5    | ↘4   | →4   | →4   |

### Половой состав
По данным Всероссийской переписи, в 2010 году в деревне проживали 4 человека (3 мужчин и 1 женщина).